# Gitara wielogryfowa

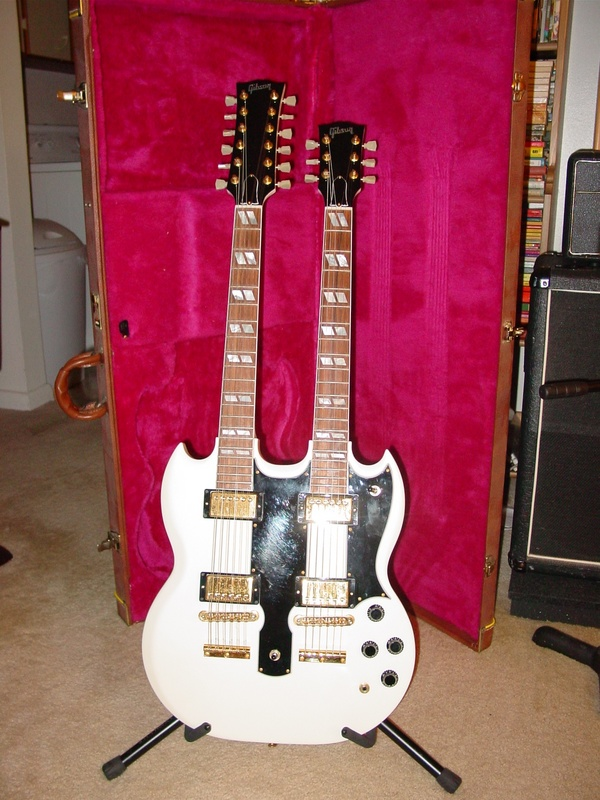
Biały Gibson EDS-1275.

Gitara wielogryfowa – gitara posiadająca dwa lub więcej gryfów na jednym korpusie. 
Najczęściej na górnym gryfie znajduje się komplet strun gitary dwunastostrunowej, a na dolnym 6 strun jak u zwykłej gitary, lub 4-strunowa gitara basowa. Zdarzają się jednak kombinacje gitary bezprogowej i zwykłej albo jakiekolwiek inne połączenie dwóch typów gitar. Dzięki takiemu rozwiązaniu gitarzysta może szybko poruszać się między dwoma typami gitary (dwoma gryfami) bez potrzeby straty czasu na zamianę gitary. 
Bardzo popularnym modelem gitary dwugryfowej jest Gibson EDS-1275, spopularyzowany przez gitarzystę Led Zeppelin Jimmy'ego Page'a, który użył go przy wykonywaniu „Stairway to Heaven”.